# マーティナ・コール
マーティナ・コール（Martina Cole）は、イギリスのミステリー作家。これまでの作品は、ロンドンを舞台にした闇黒小説。

## プロフィール
エセックス州生まれで、同地で育った。
デビュー作 Dangerous Lady （未日本語訳）が、たちまちベストセラーとなり、テレビドラマ化されて作家としての地歩を築いて以降、ロンドンの闇黒社会を描いた11作の犯罪小説を上梓、いずれも人気作となっている。国外を含め300万部の売れ行きで、第10作目の作品 The Know （日本語訳未公刊）が発売から7週目にザ・サンデータイムズ（The Sunday Times - ニューズ・コープ傘下のタブロイド版日曜紙）のハードカヴァー部門でベストセラー入りした。また第4作目の The Jump （日本語訳未公刊）もテレビドラマ化されている。
日本語訳は、Faceless （日本語題『顔のない女』）ほか、短編 Enough Was Enough （『もうたくさん』）がミステリマガジン2003年5月号に日本語訳され、掲載されている。

## 著作リスト
- 1992年 Dangerous Lady
- 1993年 The Ladykiller
- 1994年 Goodnight Lady
- 1995年 The Jump
- 1997年 The Runaway
- 1999年 Two Women
- 2000年 Broken
- 2001年 Faceless
  - 2004年5月 小津薫訳『顔のない女』（講談社文庫）、ISBN 4062747634（上）、ISBN 4062747642（下）
- 2002年 Maura's Game
- 2003年 The Know
- 2004年 The Graft
- 2005年 The Take
- 2006年 Close